# Paciwithius valduparensis
Espèce
Paciwithius valduparensis est une espèce de pseudoscorpions de la famille des Withiidae.

## Distribution
Cette espèce est endémique du département de Cesar en Colombie. Elle se rencontre vers Valledupar.

## Description
Le mâle holotype mesure 1,84 mm

## Systématique et taxinomie
Cette espèce a été décrite par Romero-Ortiz, Sarmiento et Harvey en 2023.

## Étymologie
Son nom d'espèce, composé de valdupar et du suffixe latin -ensis, « qui vit dans, qui habite », lui a été donné en référence au lieu de sa découverte, Valledupar.

## Publication originale
- Romero-Ortiz, Sarmiento & Harvey, 2023 : « A new genus and five new species of pseudoscorpions (Arachnida, Pseudoscorpiones, Withiidae) from Colombia. » ZooKeys, vol. 1184, p. 301–326 (texte intégral).